# Charles Claude Jacquinot
Charles Claude Jacquinot, (1772 - 1848), baron, a fost un general francez de cavalerie al perioadei napoleoniene, colonel din 1806, general de brigadă din martie 1809 și general de divizie din octombrie 1813.  Jacquinot a participat la toate marile campanii ale Imperiului, impunându-se ca un excelent comandant de cavalerie ușoară..  